# Готопутово
Готопу́тово (рос. Готопутово) — село у складі Сорокинського району Тюменської області, Росія.
Населення — 737 осіб (2010, 880 у 2002).
Національний склад станом на 2002 рік:
- росіяни — 93 %